# ایکویو نامورا
ایکویو نامورا (ژاپنی: 苗村 郁代؛ زادهٔ ۱۳ مهٔ ۱۹۶۹) بازیکن والیبال زن اهل ژاپن بود.